# Your Song
Your Song – singel brytyjskiego piosenkarza Eltona Johna, z drugiego albumu zatytułowanego Elton John.

## Lista utworów
- 1970 US 7″ single

1. „Take Me to the Pilot” – 3:43
2. „Your Song” – 3:57

- 1971 UK 7″ single

1. „Your Song”
2. „Into the Old Man’s Shoes”

- 1978 UK 7″ single

1. „Your Song”
2. „Border Song”

- 1985 UK 7″ single

1. „Cry to Heaven”
2. „Candy By the Pound”
3. „Whole Lotta Shakin’ Going On/I Saw Her Standing There/Twist and Shout” (Live)
4. „Your Song” (Live)

- 1987 UK 7″ single

1. „Your Song” (Live)
2. „Don’t Let the Sun Go Down on Me” (Live)

## Notowania
| Lista (1971)      | Najwyższa pozycja |
| ----------------- | ----------------- |
| Dutch Top 40      | 10                |
| UK Singles Chart  | 7                 |
| Billboard Hot 100 | 8                 |

## Wersja Ellie Goulding
Angielska wokalistka Ellie Goulding nagrała własną wersję utworu Eltona Johna w 2010 roku. Piosenka została wydana jako singel z albumu Bright Lights 12 listopada 2010 roku.

### Teledysk
Teledysk do utworu został nakręcony jesienią 2012 roku, a jego reżyserią zajęli się Ben Coughlan and Max Knight. Oficjalna premiera teledysku miała miejsce 14 listopada 2010 za pośrednictwem oficjalnego kanału grupy na portalu YouTube.

### Notowania
| Lista (2010–11)       | Najwyższa pozycja |
| --------------------- | ----------------- |
| Czech Airplay Chart   | 63                |
| Danish Singles Chart  | 22                |
| Irish Singles Chart   | 5                 |
| Swedish Singles Chart | 25                |
| Swiss Singles Chart   | 56                |
| UK Singles Chart      | 2                 |

#### Notowania końcowo-roczne
| Lista (2010)     | Pozycja |
| ---------------- | ------- |
| UK Singles Chart | 30      |